# Фукуда, Масахиро
Масахиро Фукуда (яп. 福田 正博 Фукуда Масахиро, род. 27 декабря 1966 года в Иокогаме) — японский футболист, нападающий. В составе национальной сборной Японии стал обладателем Кубка Азии 1992 года.

## Клубная карьера
На протяжении своей футбольной карьеры выступал за клуб «Урава Ред Даймондс», к которому присоединился в 1989 году после окончания Высшей школы института технологии Сагами и университета Чуо. В то время команда носила название «Мицубиси Моторс» и выступала во втором дивизионе японской соккер-лиги. В своём первом сезоне Фукуда забил 36 мячей и помог клубу вернуться в высшую лигу страны.
Когда в начале 90-х JSL подверглась преобразованию с целью сформировать новую профессиональную лигу, «Мицубиси» был переименован в «Урава Редс». Его игроки получили статус профессиональных футболистов, в том числе и Фукуда. 9 июня 1993 года он забил свой первый гол в Джей-лиге в матче против «Касима Антлерс» на их домашнем стадионе. Он запомнился ещё и тем, что все полевые игроки подбежали к автору забитого мяча, чтобы отпраздновать его успех, и не сразу заметили как судья подал сигнал к продолжению игры, а игрок соперников Хисаси Куросаки успел сравнять счёт. В сезоне 1995 года Фукуда забил 32 гола и стал лучшим бомбардиром лиги и был включён в символическую сборную по итогам чемпионата.
В сезоне 1999 года «Урава Редс» боролся за выживание, чтобы не покинуть Джей-лигу команда должна была выиграть в последнем матче в основное время. В то время за победу в основное время присуждали 3 очка, в дополнительное время существовало правило золотого гола, и в этом случае победителю присуждалось 2 очка. «Урава» не смог одержать победу за 90 минут матча, и на дополнительное время игроки вышли с пониманием, что в следующем году они в высшем дивизионе уже не сыграют. Фукуда сумел забить золотой гол, который болельщики назвали «самым грустным золотым голом в мире».
Фукуда завершил карьеру после сезона 2002 года. Все матчи в зрелом возрасте он провёл за одну команду, и стал знаковым игроком для клуба, получив от болельщиков прозвище Мистер Редс. В 2003 году на домашнем стадионе был организован его прощальный матч, который посетили более 50 000 болельщиков.

## Национальная сборная
С 1990 по 1995 год сыграл за национальную сборную Японии 45 матчей, в которых забил 9 голов. Его дебют состоялся 27 июля 1990 года в матче Кубка династии против Южной Кореи в Пекине. Свой первый гол за сборную Фукуда забил в матче Кубка Династии против Китая 24 августа 1992 года. Также он был членом национальной сборной, которая выиграла Кубок Азии 1992 года. Сам Фукуда провёл на турнире 4 игры и забил гол в полуфинале против Китая.
Во время отборочных матчей к чемпионату мира 1994 года, сборной Японии руководил тренер Ханс Офт, и команда была близка к выходу в финальную часть своего первого Кубка мира. В последнем решающем матче квалификации против Ирака, Фукуда вышел на поле, заменив Кэнта Хасэгаву на 59-й минуте. Но, и как его партнёры по команде не смог помешать иракскому полузащитнику сравнять счёт, похоронивший надежды Японии на участие в главном футбольном турнире. Тот драматичный матч японские болельщики помнят до сих пор и называют «Агонией в Дохе» или «Трагедией в Дохе».

## После футбола
Фукуда после окончания игровой карьеры работает футбольным комментатором и обозревателем в различных программах и журналах. Он также приобрел тренерскую лицензию S-класса, необходимую для работы с клубами Джей-лиги в 2007 году. В следующем году он стал помощником тренера «Уравы Редс» и проработал до своей отставки в 2010 году.

## Достижения

### Командные
Япония
- Победитель Кубка Азии: 1992

### Индивидуальные
- Символическая сборная Джей-лиги: 1995
- Лучший бомбардир Джей-лиги: 1995
- Лучший бомбардир Урава Ред Даймондс: 152
- Игрок месяца АФК: 1995

## Статистика

### В клубе
| Выступления за клуб | Выступления за клуб | Выступления за клуб | Лига  | Лига | Кубок            | Кубок            | Кубок лиги      | Кубок лиги      | Итого | Итого |
| Сезон               | Клуб                | Лига                | Матчи | Голы | Матчи            | Голы             | Матчи           | Голы            | Матчи | Голы  |
| Япония              | Япония              | Япония              | Лига  | Лига | Кубок Императора | Кубок Императора | Кубок Джей-лиги | Кубок Джей-лиги | Итого | Итого |
| ------------------- | ------------------- | ------------------- | ----- | ---- | ---------------- | ---------------- | --------------- | --------------- | ----- | ----- |
| 1989/90             | Мицубиси            | JSL D2              | 26    | 36   | 0                | 0                | 1               | 0               | 27    | 36    |
| 1990/91             | Мицубиси            | JSL D1              | 18    | 7    | 2                | 0                | 0               | 0               | 20    | 7     |
| 1991/92             | Мицубиси            | JSL D1              | 15    | 7    | 3                | 2                | 0               | 0               | 18    | 9     |
| 1992                | Урава Ред Даймондс  | J1                  | -     | -    | 4                | 2                | 9               | 4               | 13    | 6     |
| 1993                | Урава Ред Даймондс  | J1                  | 27    | 4    | 2                | 3                | 0               | 0               | 29    | 7     |
| 1994                | Урава Ред Даймондс  | J1                  | 25    | 6    | 3                | 2                | 0               | 0               | 28    | 8     |
| 1995                | Урава Ред Даймондс  | J1                  | 50    | 32   | 3                | 2                | -               | -               | 53    | 34    |
| 1996                | Урава Ред Даймондс  | J1                  | 4     | 3    | 0                | 0                | 7               | 4               | 11    | 7     |
| 1997                | Урава Ред Даймондс  | J1                  | 29    | 21   | 0                | 0                | 8               | 4               | 37    | 25    |
| 1998                | Урава Ред Даймондс  | J1                  | 17    | 7    | 3                | 4                | 0               | 0               | 20    | 11    |
| 1999                | Урава Ред Даймондс  | J1                  | 23    | 13   | 2                | 1                | 4               | 0               | 29    | 14    |
| 2000                | Урава Ред Даймондс  | J2                  | 12    | 2    | 0                | 0                | 0               | 0               | 12    | 2     |
| 2001                | Урава Ред Даймондс  | J1                  | 14    | 2    | 4                | 0                | 3               | 0               | 21    | 2     |
| 2002                | Урава Ред Даймондс  | J1                  | 27    | 3    | 1                | 0                | 9               | 1               | 37    | 4     |
| Итого               | Итого               | Итого               | 287   | 143  | 27               | 16               | 41              | 13              | 355   | 172   |

### В сборной
| Сборная Японии | Сборная Японии | Сборная Японии |
| Год            | Матчи          | Голы           |
| -------------- | -------------- | -------------- |
| 1990           | 5              | 0              |
| 1991           | 2              | 0              |
| 1992           | 8              | 3              |
| 1993           | 15             | 3              |
| 1994           | 0              | 0              |
| 1995           | 15             | 3              |
| Итого          | 45             | 9              |